# Vaníliaolaj

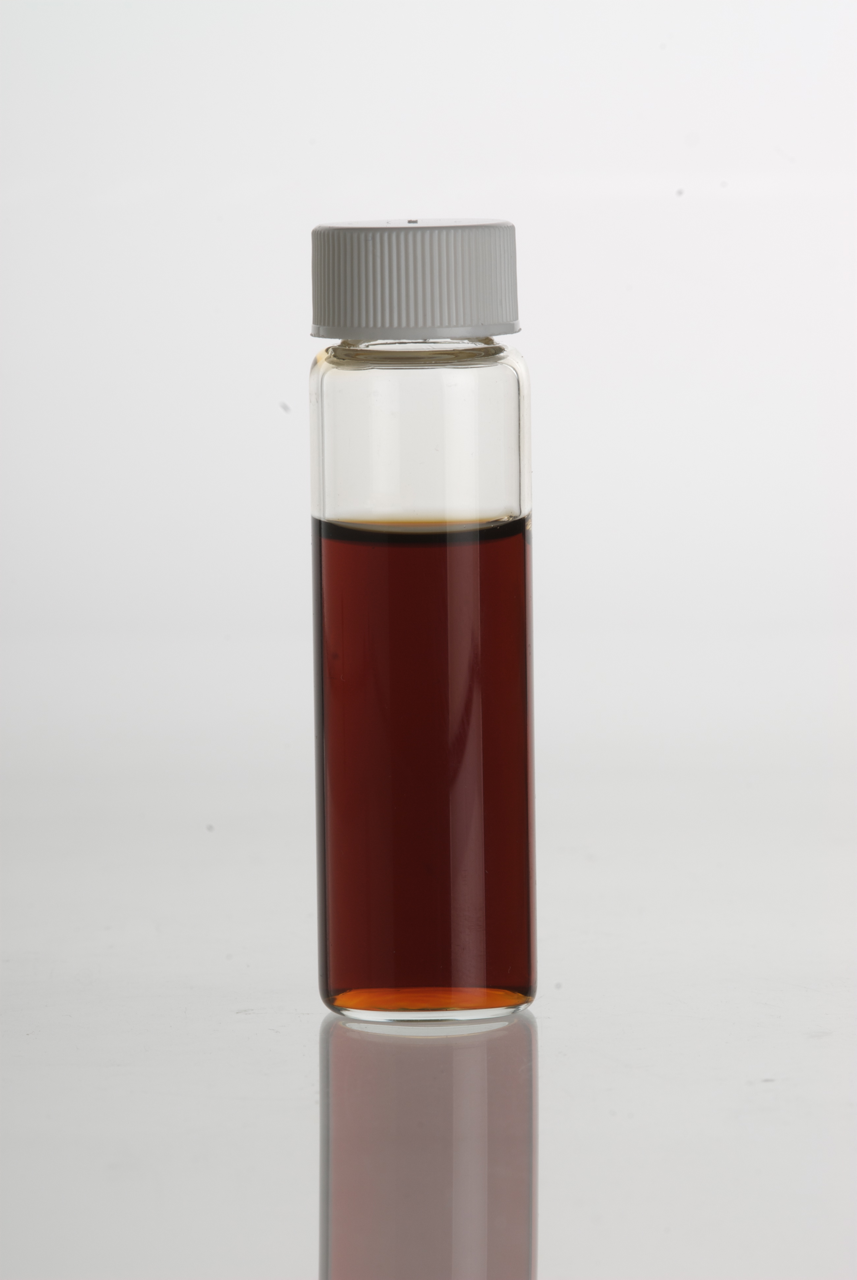

A vaníliaolaj a vanília illóolaja.

## Hatásai
Oldja az idegességet és a feszültséget. Szabályozza a menstruációt és növeli a nemi vágyat.

## Használata
Masszázs- és fürdőolajok hatóanyagaként fokozza a nemi vágyat, afrodiziákum. Aromalámpában párologtatva csillapítja a feszült idegállapotot, elűzi a haragot, oldja a félelem és sikertelenség érzést. Jótékonyan hat a lélekre.